# Pratz, Jura
Pratz är en kommun i departementet Jura i regionen Bourgogne-Franche-Comté i östra Frankrike. Kommunen ligger i kantonen Moirans-en-Montagne som tillhör arrondissementet Saint-Claude. År 2018 hade Pratz 519 invånare.

## Befolkningsutveckling
Antalet invånare i kommunen Pratz
Referens:INSEE